# 阿卜杜拉·加富尔
阿卜杜拉·加富尔（Abdullah Ghafoor，1986年2月2日—）是一名巴基斯坦举重运动员，曾以224千克的成绩获广州亚运会男子56公斤级举重第十二名。他也参加了2010年英联邦运动会和2018年英联邦运动会。